# Alaviták (vallási közösség)
Az alavita vagy alavi (arabul: علوية) vagy nuszajrik (نصيرية) szekta az iszlám vallás síita ágának egyik alága. Az „alavita” elnevezés jelentése: ’Ali követői’. A szektát – a hagyomány szerint – egy Ibn Nuszair nevű muszlim tanító alapította a 9. században, napjainkban legjelentősebb közösségük Szíriában található, itt a lakosság 12%-át teszik ki, de jelentős alavita közösség él Libanonban, Törökország déli részén és az Izrael által megszállt Golán-fennsíkon is.

## Az alavita elnevezés eredete
Az alavita elnevezés Ali Ibn Abi Tálib, Mohamed próféta egyik unokaestvérének és utódjának nevéből származik, akit a síita muszlimok az első imámként tartanak számon. A középkori források azonban gyakran anszariták néven említik őket, amely elnevezés valószínűleg az alapító, Ibn Nuszaír nevéből alakult ki. A szíriai polgárháború idején ezt az elnevezést Bassár el-Aszad szíriai elnök (aki maga is alavita) többségében szunnita ellenzéke pejoratív értelemben használta annak érzékeltetésére, hogy az alavita hitvilágot emberek alkották, és nem Allah nyilatkoztatta ki.
Az alavitákat időnként összetévesztik a kizárólag Törökország területén élő alevitákkal, mely azonban egy különálló síita szekta (amely a síita vallási elemeket sajátosan ötvözi a sámánizmussal és a szúfizmussal).

## Történelmük

Szíria és Libanon francia mandátumterület (lilával jelölve az ún. Alavita Állam területe)

Az alavita szekta eredete vitatott. A hagyomány szerint a 11. imám, Hasszán al-Aszkari és fia, Ibn Nuszair követői lettek az első alaviták. 1032-ben a szekta tagjai az üldöztetés elől Aleppó környékéről a Földközi-tenger keleti partvidékére költöztek, többségük a mai napig itt él.
Mikor az alaviták által lakott régiók az Oszmán Birodalom uralma alá kerültek, az oszmán hatóságok több ízben is diszkriminatív úton léptek fel velük szemben, megkísérelve a szunnita hitre térítésüket, a közösség azonban sikeresen megőrizte vallását az erőszakos hatással szemben. A 18. századtól kezdve több alavita felekezetű személy is fontos pozíciót töltött be az oszmán katonai és politikai szervezetben.
Az első világháborút követően az Oszmán Birodalom közel-keleti birtokait a Népszövetség az Egyesült Királyság és Franciaország igazgatása alá helyezte (a korabeli elnevezéssel élve mandátumterületek lettek). Szíria, Libanon és ideiglenesen Hatay francia fennhatóság alá került. Az egyik alavita vezető, Száleh el-Ali azonban már 1919-ben felkelést robbantott ki a francia uralom ellen, melyet azonban a terület új urai levertek, de az alaviták ellenségeskedésének megszüntetésére, 1920-ban a mandátumterületen belül létrehozták az autonóm Alavita Államot, amely Latakia és Tartúsz környékét foglalta magába. 1936-ban ezt az államot a francia hatóságok a szunnita politikai szervezetek kérésére felszámolták, beolvasztva az autonóm Szíriába.
1939-ben a jelentős alavita közösséggel rendelkező Hatayt népszavazás eredményeként Törökországhoz csatolták. A második világháborút követően Szíria és Libanon is független állammá vált. 1966-ban Szíriában a többségében alavitákból álló Baasz Párt vette át a hatalmat, 1970-ben pedig, az ún. Javító forradalom következtében a szintén alavita Háfez el-Aszad került hatalomra. Az Aszad család hatalomra jutását követően a helyi alavita közösség vált az ország politikai életének legfontosabb tényezőjévé (annak ellenére, hogy Háfez és Bassár elnökök egy szekuláris politikai rendszert építettek ki), ezzel kivívva a szunnita szervezetek (elsősorban a Muszlim Testvériség) ellenkezését és időnként fegyveres lázadását is (lásd iszlamista felkelés Szíriában, 1979-1982).

## Vallási nézeteik

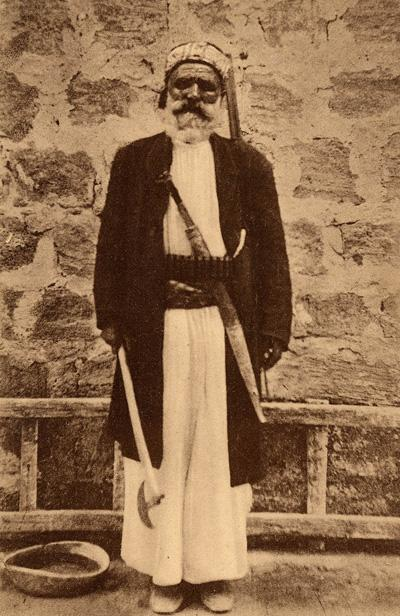
Alavita férfi Latakiában, a 20. század elején

Az alaviták vallási nézetei egyaránt tartalmaznak gnosztikus, újplatonikus, muszlim és keresztény elemeket, ezért a vallásfilozófusok többsége egy szinkretista vallási irányzatnak tekinti. Ezen sajátosságok miatt azonban egyes szunnita vallási tanítók kétségbe vonják, hogy az alavitizmus valójában az iszlám vallás részének tekinthető. Érdekes jelenség – és valószínűleg a kereszténységgel való kapcsolatra vezethető vissza –, hogy az alaviták megünneplik a karácsonyt, a húsvétot és a vízkeresztet is, sőt egyes szertartásaikon áldozati bort is használnak. Emellett azonban követik a Korán tanításait, és elfogadják az iszlám vallás öt oszlopát is.
Az alaviták vallási nézeteinek központjában egy isten-hármasság áll, a keresztény Szentháromság mintájára. A hármasság gyakorlatilag egy isten (Allah) három megnyilvánulási formáját jelenti. Allahnak ezek a megnyilvánulási egyes emberekben is testet öltöttek a történelem folyamán, konkrétan Mohammedben, Aliban és Szalmánban, Mohammed próféta egyik követőjében. Ali istenként való tiszteletét az alavita saháda szövege is alátámasztja: „Tanúsítom, hogy nincs más Isten, csak Ali.”
Az alaviták szerint születése előtt minden ember egy „isteni fény”, amelyet száműztek a mennyből, és ahhoz, hogy visszatérhessen, ismételt reinkarnáción kell átesnie. Amennyiben egy alavita bűnösként éli le egyik életét, más vallásúként születik újra (például keresztényként), a hitetlenek viszont csak állatokként.
Mivel az alavita vallási szertartások kívülállók számára jórészt titkosak, nem sokat lehet tudni róluk. A legjelentősebb vallási könyvük a Korán mellett a Kitáb al-Mazsmu, melynek tanításai – a hagyomány szerint – az iszmáilitáktól erednek. A legjelentősebb alavita ünnep az Eid al-Gader, amely egyben a többi síita ágazat jelentős ünnepe is (ezen a napon arra emlékeznek, hogy Mohammed kinevezte Alit utódjának – a szunniták tagadják, hogy ez valóban megtörtént, szerintük Mohammed anélkül halt meg, hogy kijelölte volna utódját).

## Az alavita lakosság számaránya

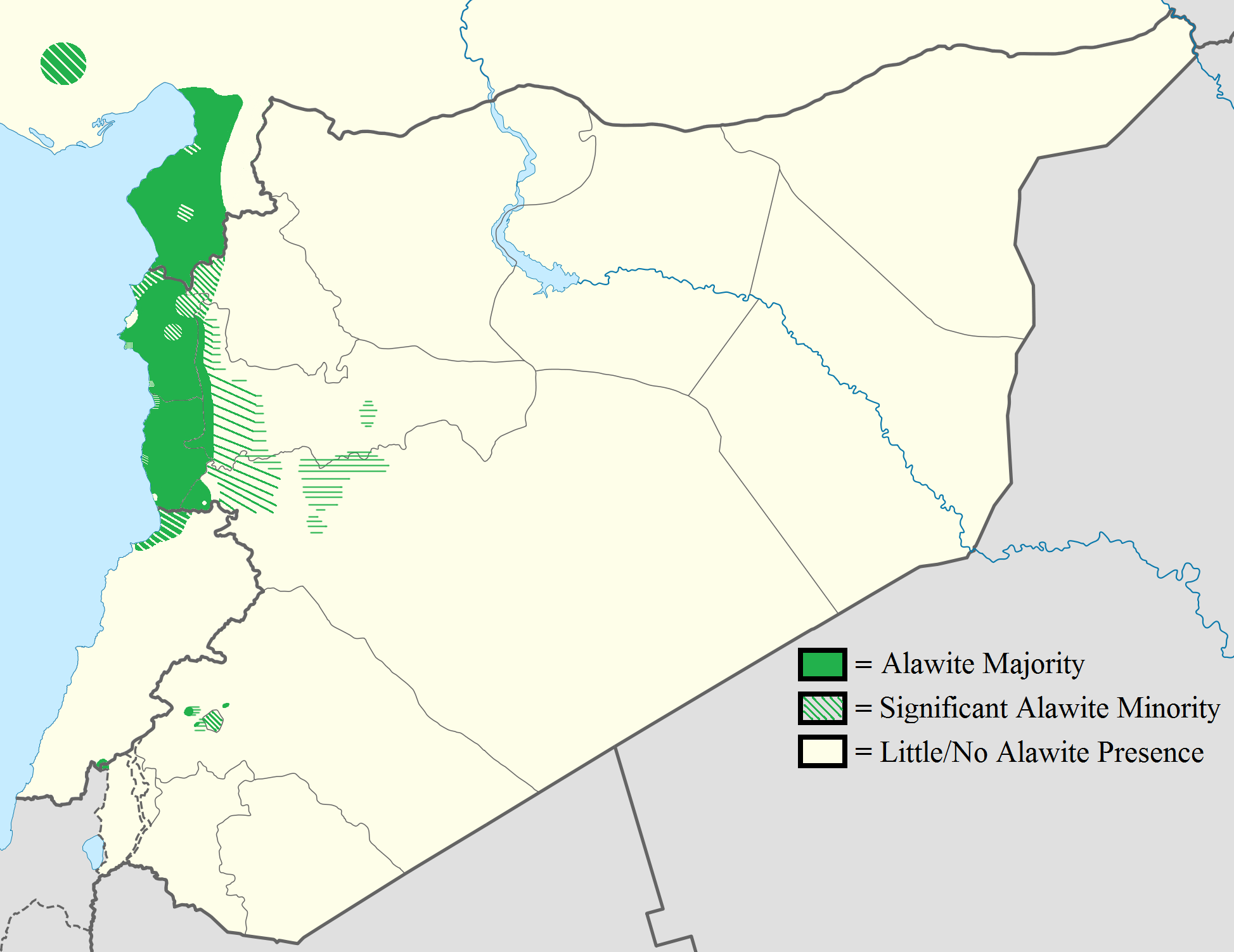
Alaviták által lakott területek a Földközi-tenger keleti medencéjében

Napjainkban az alavita népesség hozzávetőlegesen 3 millió főt tesz ki. Ebből a szíriai polgárháborút megelőzően 2,6 millió Szíriában élt, a többi Libanon északi- és Törökország déli részén szétszórtan.
A szíriai alaviták hagyományosan az ország nyugati, partvidéki területein élnek, legjelentősebb városaik Latakia és Tartúsz. A 20. században jelentősebb alavita közösség jött létre Hamában, Homszban és Damaszkuszban is. A szíriai polgárháborút megelőzően hozzávetőlegesen az ország lakosságának 12%-át tették ki, de a polgárháború heves harcai sok alavitát emigrációba kényszerítettek, ehhez hozzájárult az a tény is, hogy több esetben a többségében szunnita, rendszerellenes lázadók célpontjaivá váltak.
A Törökország területén élő alaviták pontos száma nem ismert, hozzávetőlegesen 180 000-en lehetnek, és elsősorban az ország déli részén, Hatay tartományban élnek. A libanoni alaviták száma 100–120 000 fő, ők elsősorban az ország északi részén, Tripoli és Halba városok környékén laknak.
Hozzávetőlegesen 2100 alavita él az izraeli megszállás alatt levő Golán-fennsíkon is, ahol legjelentősebb településük Gadzsar.